# Беларускае слова (1926)
«Білоруське слово» — західнобілоруська щотижнева суспільно-політична і літературна газета. Видавалася з 3 лютого 1926 до 9 лютого 1928 року у Вільнюсі на білоруській мові. Видавець — Тимчасова білоруська рада, з № 20 (1926 р) — Білоруська національна рада.
У своїх програмних статтях заявляла про національне відродження, територіальну та культурно-національну автономію Білорусі, передачу землі селянам на підставі власності, широкий демократизм, боротьбу з комунізмом, помісну православну церкву, приєднання Східної Білорусі до Західної, визнання польської державності, припинення національної ворожнечі, громадську згоду між польським та білоруським народами.
Критикувала програми Білоруської селянсько-робочої громади (БСРГ), Білоруської селянської спілки, Білоруської християнської демократії та газети «Білоруська нива». Писала про ворожнечу останньої з газетою «Беларуская крыніца», яку «Білоруська нива» називала «буржуазно-духовним» органом.
Містила матеріали про крайовий польський з'їзд у місті Гродно, загальні збори товариства «Прасвет» і його роботу (організацію білоруських учительських курсів та бібліотек, участь у шкільному плебісциті, підтримку білоруських культурних установ і ін.), висвітлювала питання білоруського шкільництва, працевлаштування інтелігенції до шкіл та адміністративних установ та ін. Уважно стежила за процесом білорусизації у БССР. У статті «Більшовики і церква» (1926. № 3) критично ставилася до зміни в БССР обряду «хрещення» на «акцябрыны», коли немовлят накривали червоним прапором і давали їм імена Жовтень, Революція, Марксист.
Містила огляди подій у світі та Польщі, юридичні поради. У рубриці «Наш Крокодил» друкувала пародії на твори Крилова, Ядвігіна, статті Светазара, переклади з російської мови творів Романова та ін.
Вийшло 74 номера.